# Jaulgonne
Jaulgonne ist eine französische Gemeinde mit 669 Einwohnern (Stand 1. Januar 2022) im Département Aisne in der Region Hauts-de-France (vor 2016 Picardie). Sie gehört zum Arrondissement Château-Thierry und zum Kanton Essômes-sur-Marne. Die Einwohner werden Jaulgonnais genannt.

## Geografie
Die Gemeinde Jaulgonne liegt an einer Flussschleife der Marne, zwölf Kilometer ostnordöstlich von Château-Thierry. Jaulgonne grenzt an die Nachbargemeinden Le Charmel im Norden, Barzy-sur-Marne im Osten, Courtemont-Varennes im Süden sowie Chartèves im Südwesten und Westen.

## Bevölkerungsentwicklung
| Jahr                       | 1962 | 1968 | 1975 | 1982 | 1990 | 1999 | 2006 | 2015 | 2022 |
| Einwohner                  | 621  | 560  | 553  | 559  | 587  | 618  | 637  | 634  | 669  |
| Quellen: Cassini und INSEE |      |      |      |      |      |      |      |      |      |

## Weinbau
Jaulgonne gehört, obwohl außerhalb der Region gelegen, zum Weinbaugebiet Champagne.

## Sehenswürdigkeiten
- Kirche Saint-Jean-Baptiste aus dem 16. Jahrhundert, Monument historique seit 1920

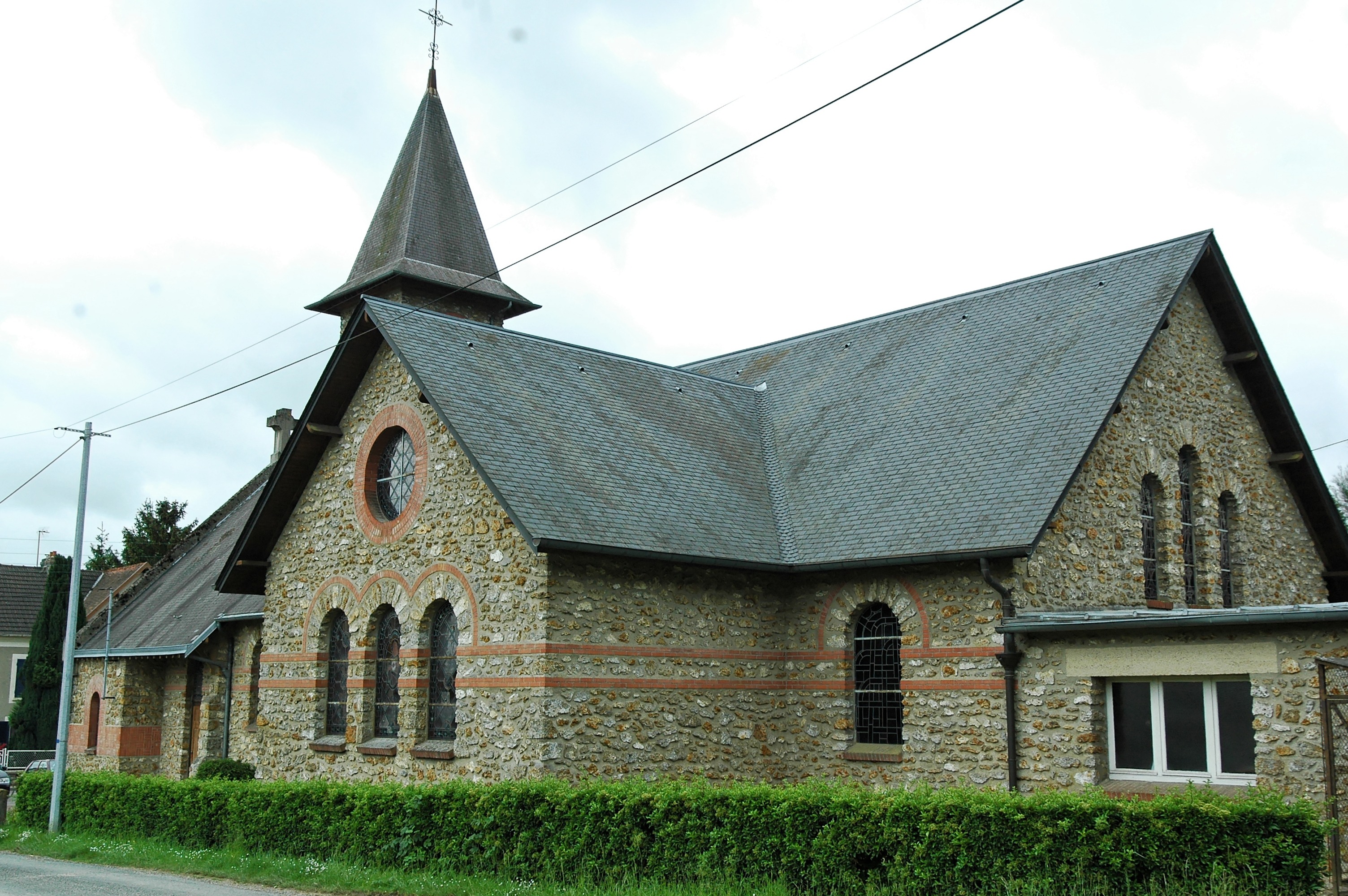
Kirche Saint-Jean-Baptiste
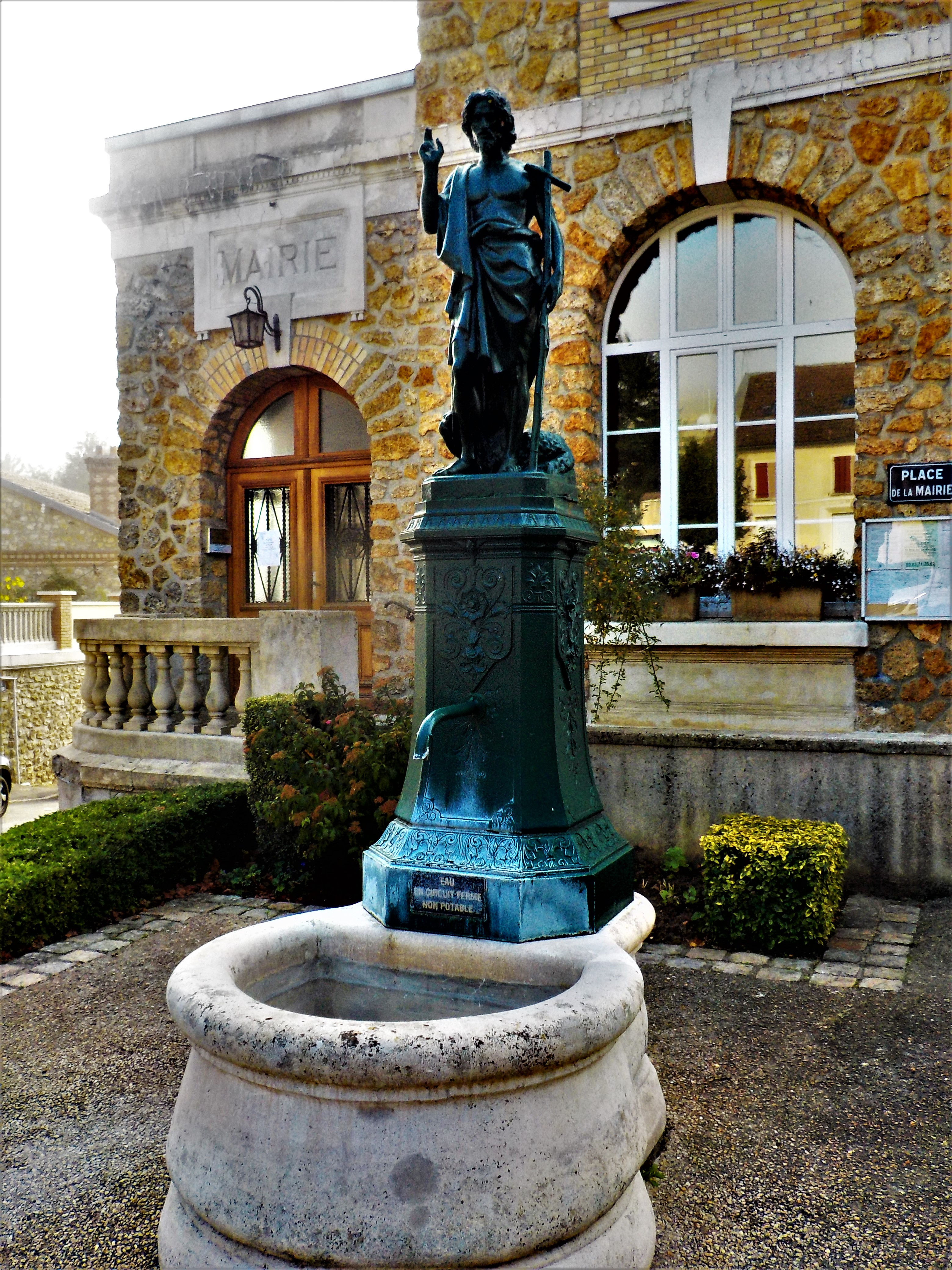
Brunnen „Saint-Jean-Baptiste“